# Treptower Park
Treptower Park o Parque de Treptow, es un parque célebre situado a orillas del río Spree, en el barrio de Alt-Treptow. Forma parte del distrito de Treptow-Köpenick, en la parte occidental de Tiergarten. Es actualmente uno de los 4 parques de la capital alemana que se conservan desde el siglo XIX. Con una superficie total de 160 hectáreas, también es una de las mayores zonas verdes en la parte oriental de la ciudad de Berlín.

## Historia

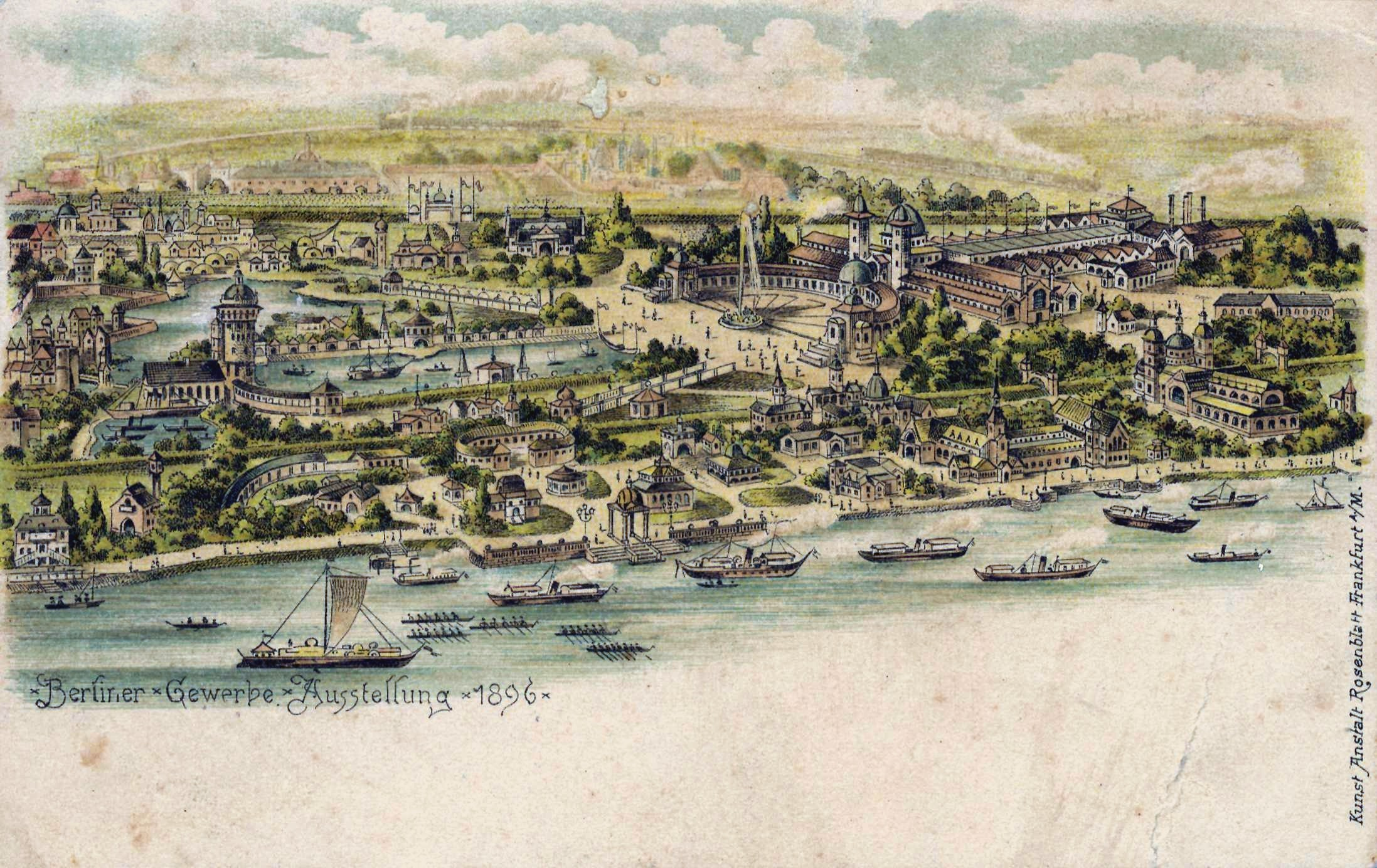
Vista general de Treptower Park en 1896

El área del parque fue construida entre los años 1876-1888 fue diseñada por el director de los jardines urbanos Ioganna Genriha Gustav Meyer. Inicialmente el área del parque fue reforestada bajo la dirección de Johann Peter Paul Bouché, designando la obra como "plantación regulada de árboles en Treptow". Los costos para la construcción del parque ascendieron a 1,2 millones de marcos. 
Cuando los trabajos concluyeron en 1888 un total de 130.000 metros cúbicos de tierra habían sido removidos, se plantaron 70,000 árboles (de climas centro-europeos), se crearon 300,000 metros cúbicos de césped, 80.000 metros cúbicos de grava, y se emplearon 60.000 metros cúbicos de piedra para construir senderos.
Desde entonces Treptower Park se transformó en un parque nacional público, abierto a todos los residentes de la ciudad, toda una novedad en el momento de su apertura. Desde el 1 de mayo al 15 de octubre de 1896 Treptower Park fue sede de la Gran Exposición Industrial de Berlín.
Entre 1957 y 1958: el paisajista Georg Pniover construyó un jardín girasoles en Treptow Park, más tarde un jardín de 250 mil rosas. Las esculturas instaladas funcionan como fuentes. El 14 de julio de 1987 la banda británica Barclay James Harvest realizó en el sitio lo que sería el primer concierto al aire libre de una banda de rock occidental en la República Democrática Alemana.
Durante la Copa Mundial de Fútbol de 2006 se llevó el Festival Mundial Popkick.06 en una parte del parque. El anuncio provocó gran resentimiento entre los residentes locales, ya que se temía que el parque podría quedar destruido durante meses y la fauna se vería perturbada por unos 25,000 visitantes diarios. Finalmente los organizadores de Kulturarena GmbH decidieron que Popkick.06 se llevaría a cabo en la Treptow Arena, una gran área de eventos detrás del complejo de edificios Treptowers. Se esperaban entre 7,000 a 10,000 visitantes por día, y finalmente se recibieron unos 200,000 visitantes, lo que supuso una media diaria de 7,100 visitantes. Los organizadores describieron el evento como "un éxito inesperado". El daño a la vegetación fue mínimo. De los 135,000 euros, depositados para la restauración de la pradera se necesitó solo una fracción.

## Lugares de interés
En la parte occidental del parque se puede encontrar un busto en honor Gustav Mayer, realizado en 1890 por el escultor alemán Albert Manthe. En la parte central se encuentra una gran pradera en forma de pista para practicar juegos y deportes, el área mide 250 metros de largo y 100 metros de ancho. También cuenta con un puerto para barcos de excursión en el río Spree, ubicado al norte, cerca del cruce de Elsenbrücke.

### Monumento de Guerra Soviético

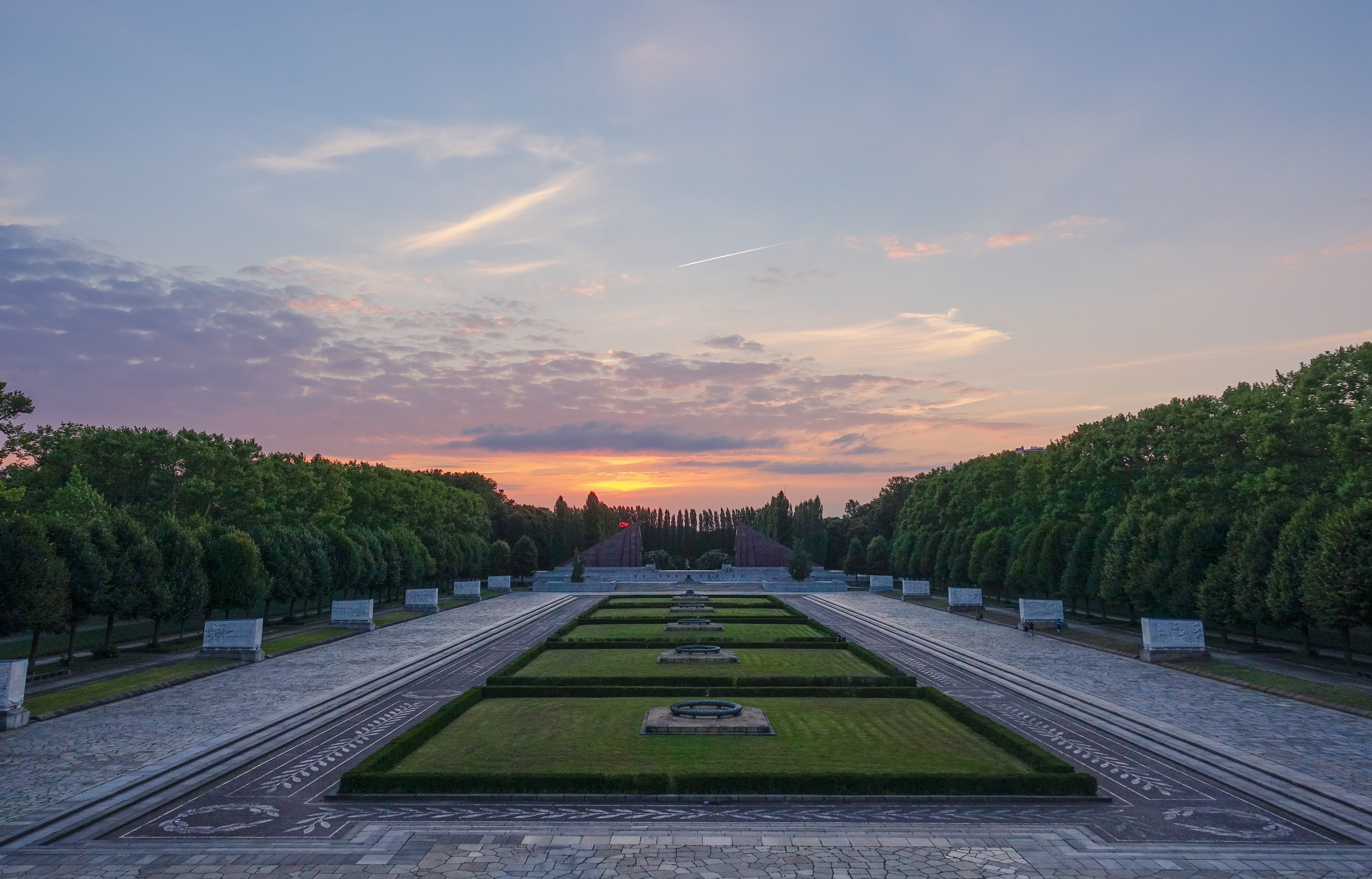
Perspectiva del Monumento de Guerra Soviético desde el montículo

Es un imponente conjunto arquitectónico que conmemora la victoria sobre nazismo y a los aproximadamente 80,000 soldados soviéticos caídos durante la batalla de Berlín. El panorama del sitio está dominado por una estatua de 12 metros de altura de un soldado que sostiene una niña alemana recién salvada. El monumento se sitúa sobre un mausoleo y montículo; alcanzando una altura de 30 metros.
Desde su inauguración el 8 de mayo de 1949; se convirtió en uno los lugares más visitados en Treptower Park. Está compuesto por numerosas representaciones artísticas sobre el devenir de la guerra en el frente oriental. También es el lugar donde están sepultados más de 7,000 soldados del Ejército Rojo. Es visitado por miles de personas cada 9 de mayo para conmemorar el Día de la Victoria y rendir tributo a los soldados que participaron en la Gran Guerra Patria durante la Segunda Guerra Mundial. Con una superficie de 100,000 metros cuadrados, es la estructura más grande de este tipo en toda Alemania, así como el monumento antifascista más grande en toda Europa occidental.

### Observatorio Archenhold
Es un observatorio Inaugurado con motivo de la Exposición Universal de Berlín en 1896, en aquel momento poseía el telescopio era el más grande del mundo (21 metros). Posteriormente fue renombrado en honor al astrónomo alemán Friedrich Simon Archenhold. Actualmente en el lugar se realizan eventos tales como exposiciones y observaciones astronómicas. También es conocido por ser el lugar donde Albert Einstein realizó su primera conferencia pública sobre la teoría de la relatividad.

### Spreepark

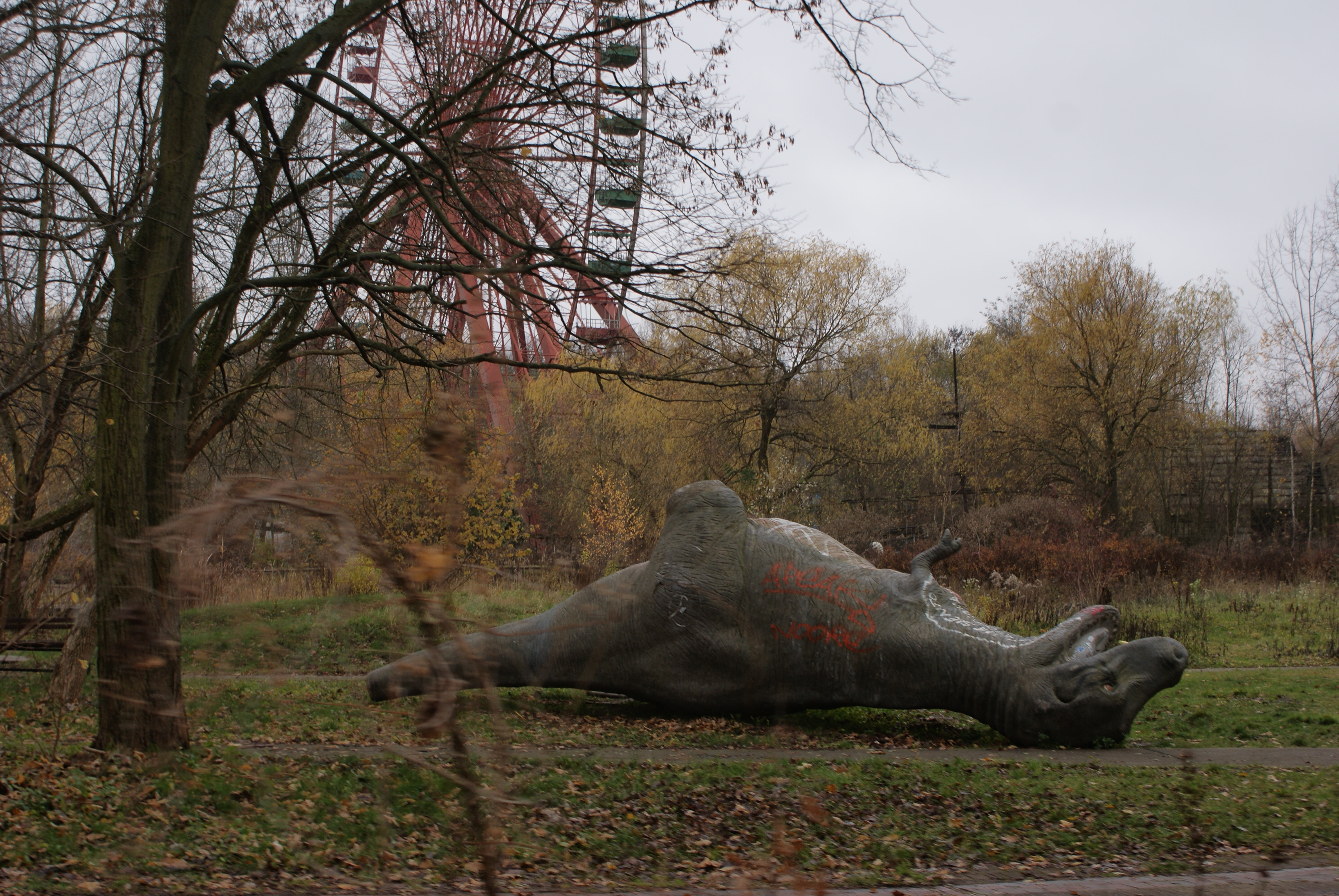
Spreepark tras varios años en abandono

Es un parque de atracciones inaugurado por las autoridades de la RDA el 4 de octubre de 1969 como Kulturpark Plänterwald. Fue el único parque de atracciones permanente en Alemania Oriental, y el único de su tipo tanto en el Este como el Oeste de Berlín, debido a su variedad y calidad en las atracciones.
Los precios de entrada resultaban exiguos, razón por la cual el sitio era muy concurrido por los berlineses occidentales. En total Spreepark tenía una afluencia de 1,7 millones de visitantes anuales durante los años 80 del siglo XX. En agosto de 2002 fue dejado en abandono por su propietario, el empresario Norbert Witte, quien estaba implicado en actividades criminales. Ese mismo año Witte declaró el parque en quiebra por una deuda de 11 millones de euros. 
El deterioro de las instalaciones abandonadas provocó la afluencia de nuevos visitantes al parque, convertido ya en un sitio de referencia para la cultura popular. Desde principios de agosto de 2009 se establecieron visitas guiadas y se inició un nuevo proceso para rehabilitar gran parte de las instalaciones. En 2014 fue comprado y pasó nuevamente a manos del estado de Berlín, las visitas guiadas fueron suspendidas. En 2015 se anunció su restauración y reapertura planeada para 2018.

## Galería

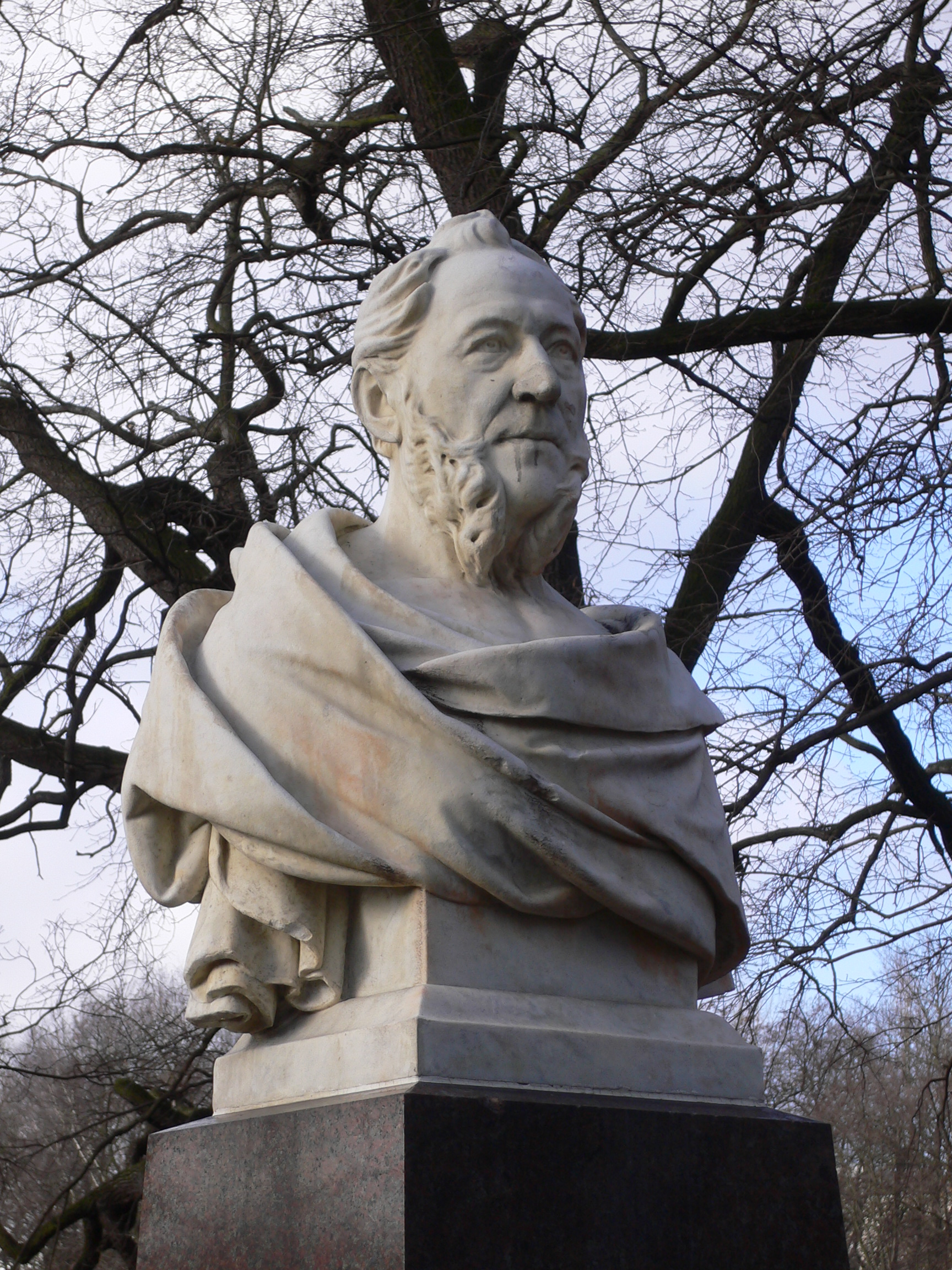
Busto de Gustav Meyer, fundador de Treptower Park.
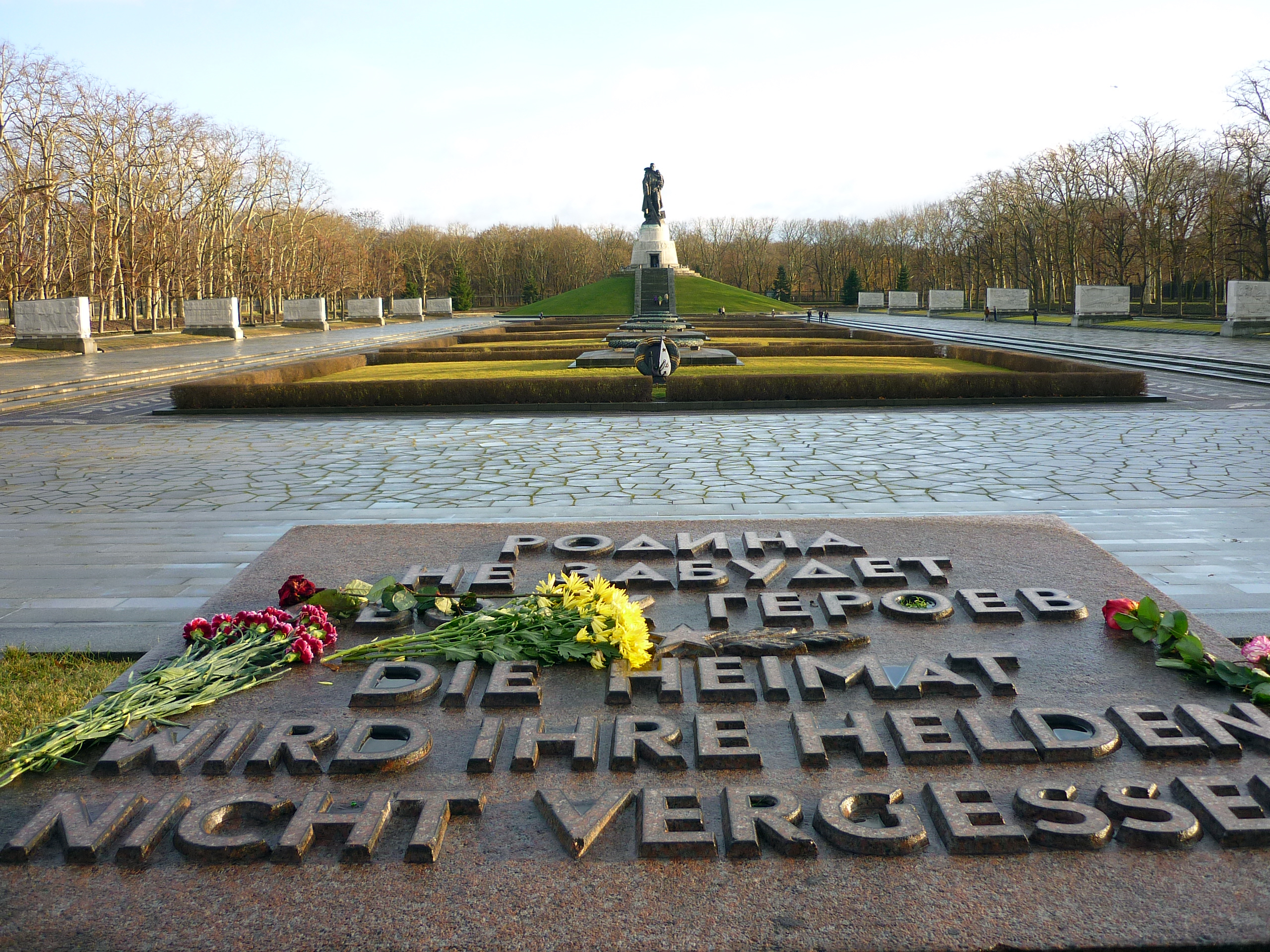
Vista hacia el sureste desde el centro Monumento de Guerra Soviético  en Treptower Park.
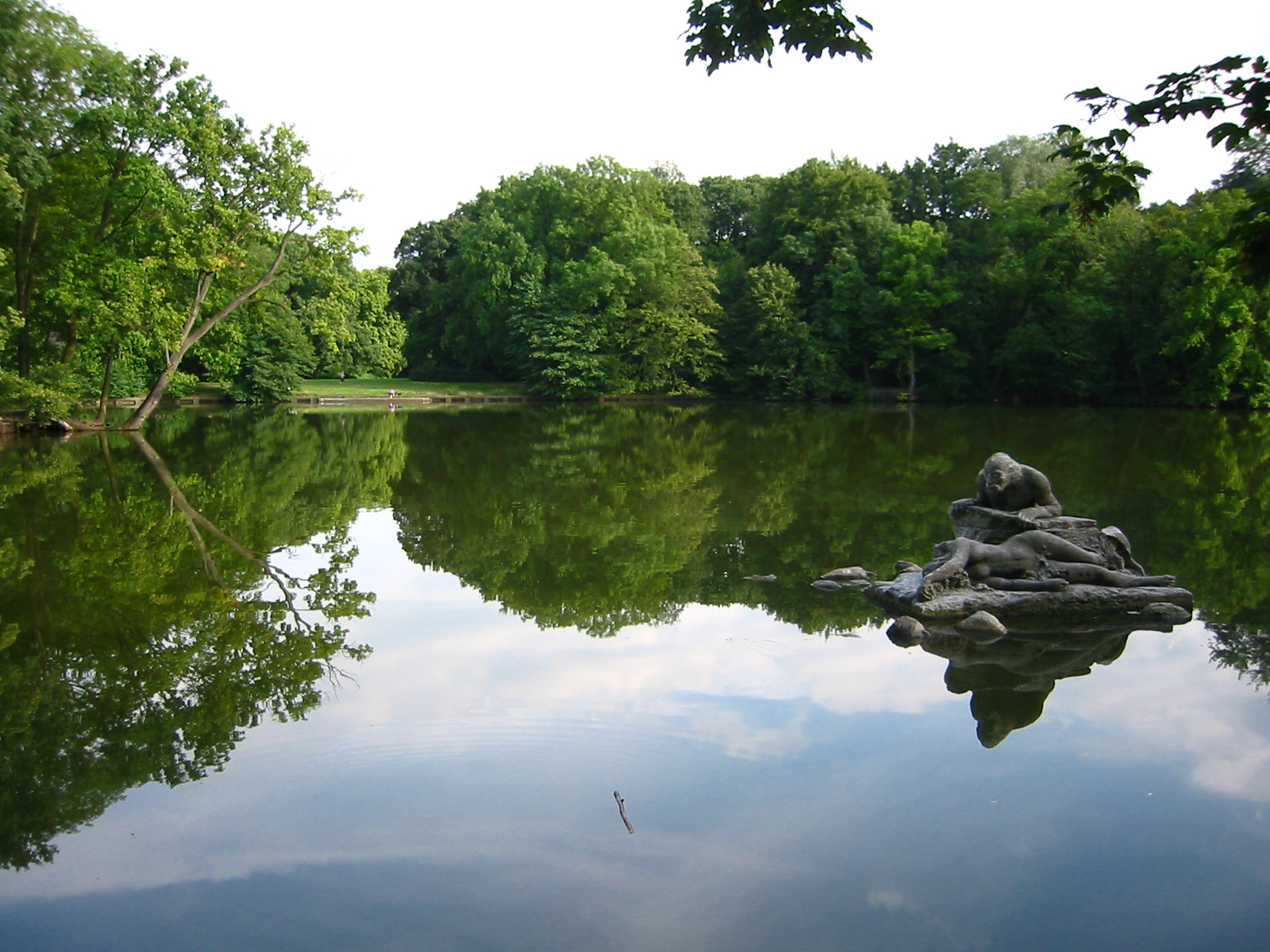
Estanque de carpas y escultura de Otto Petri, cerca de los jardines de Treptower Park.
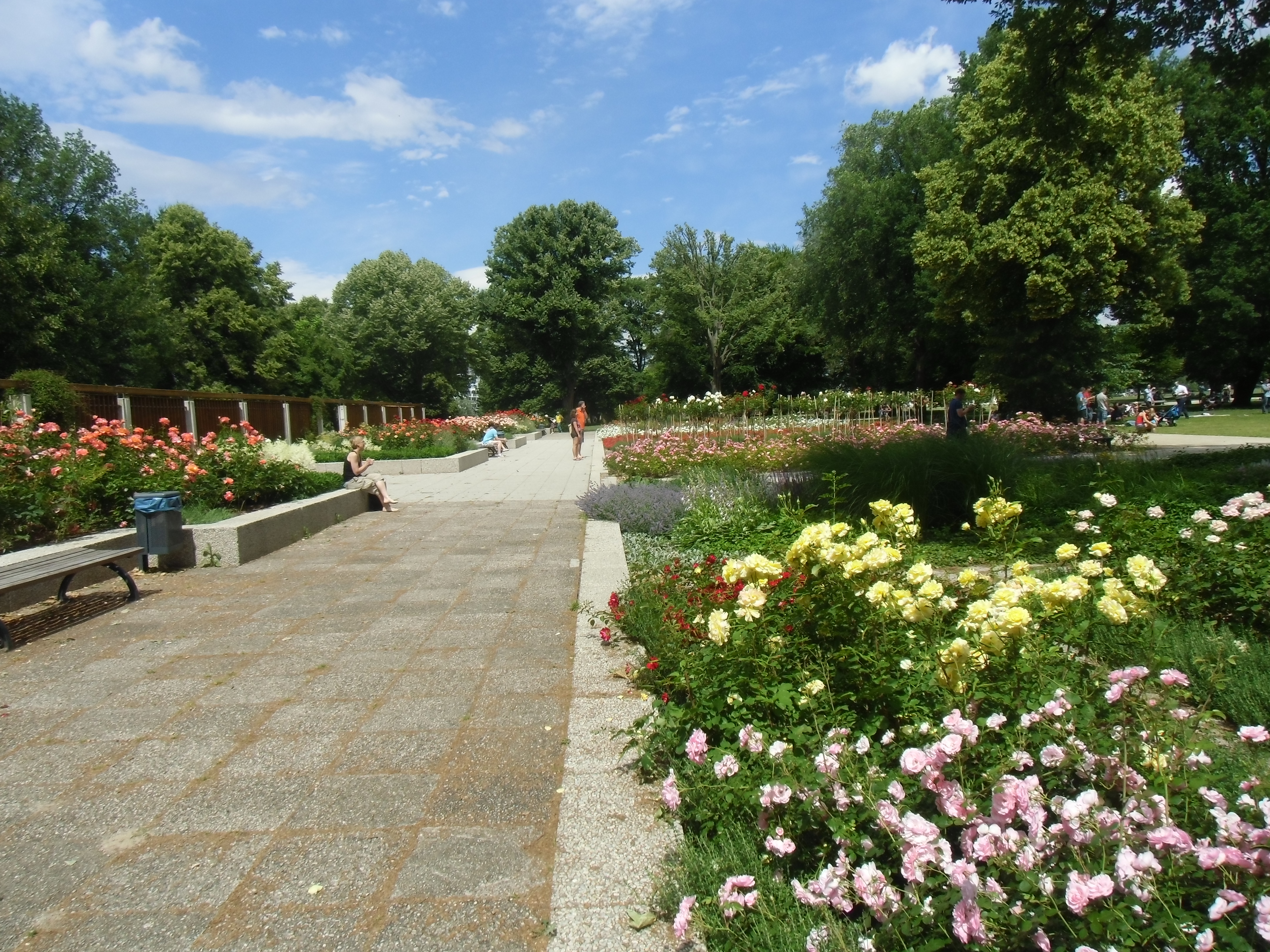
Jardín de rosas de Treptower Park, cerca de Abteibrücke.
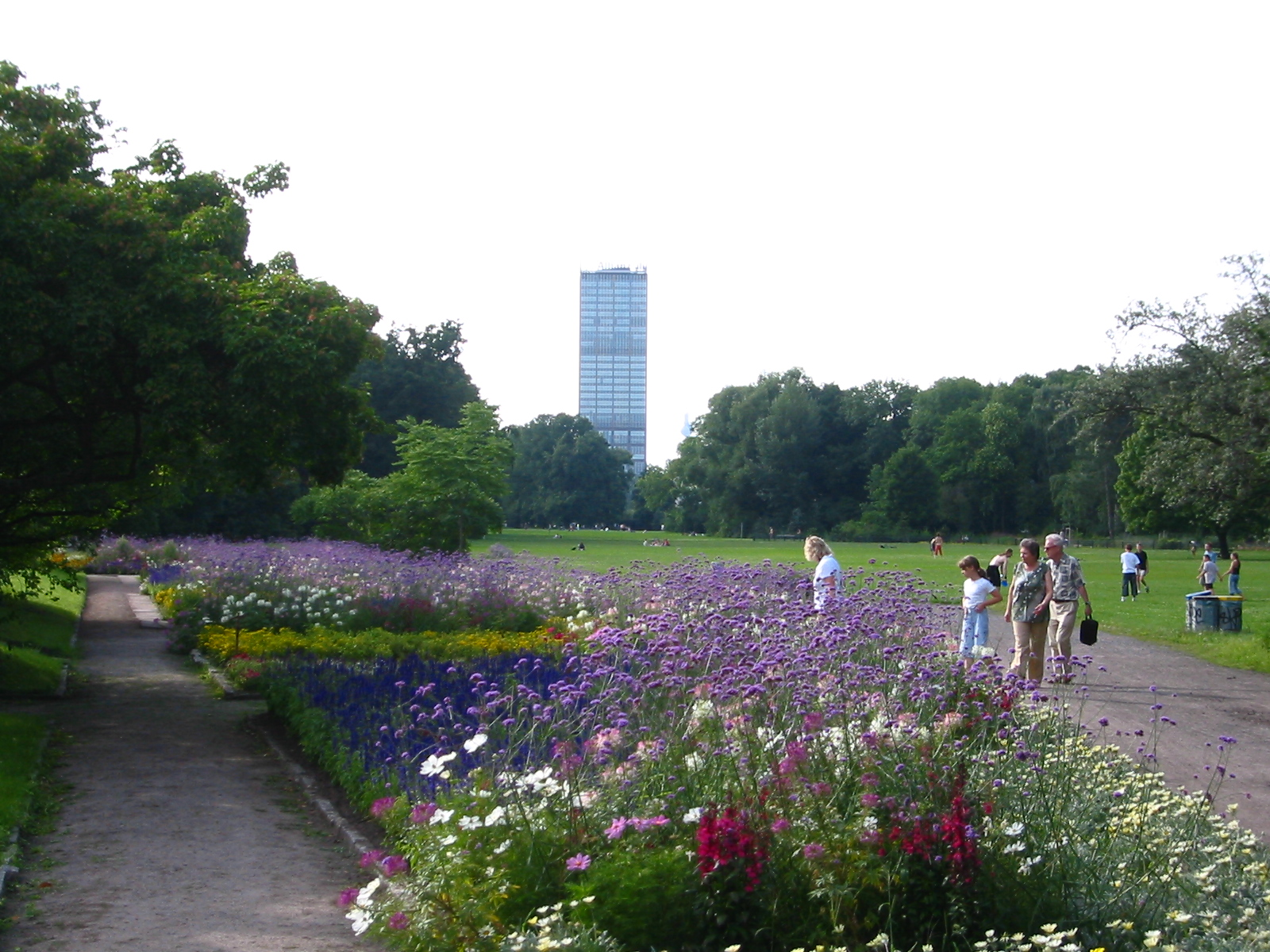
Jardín de flores de Treptower Park, al fondo se ve la torre del complejo Treptowers.
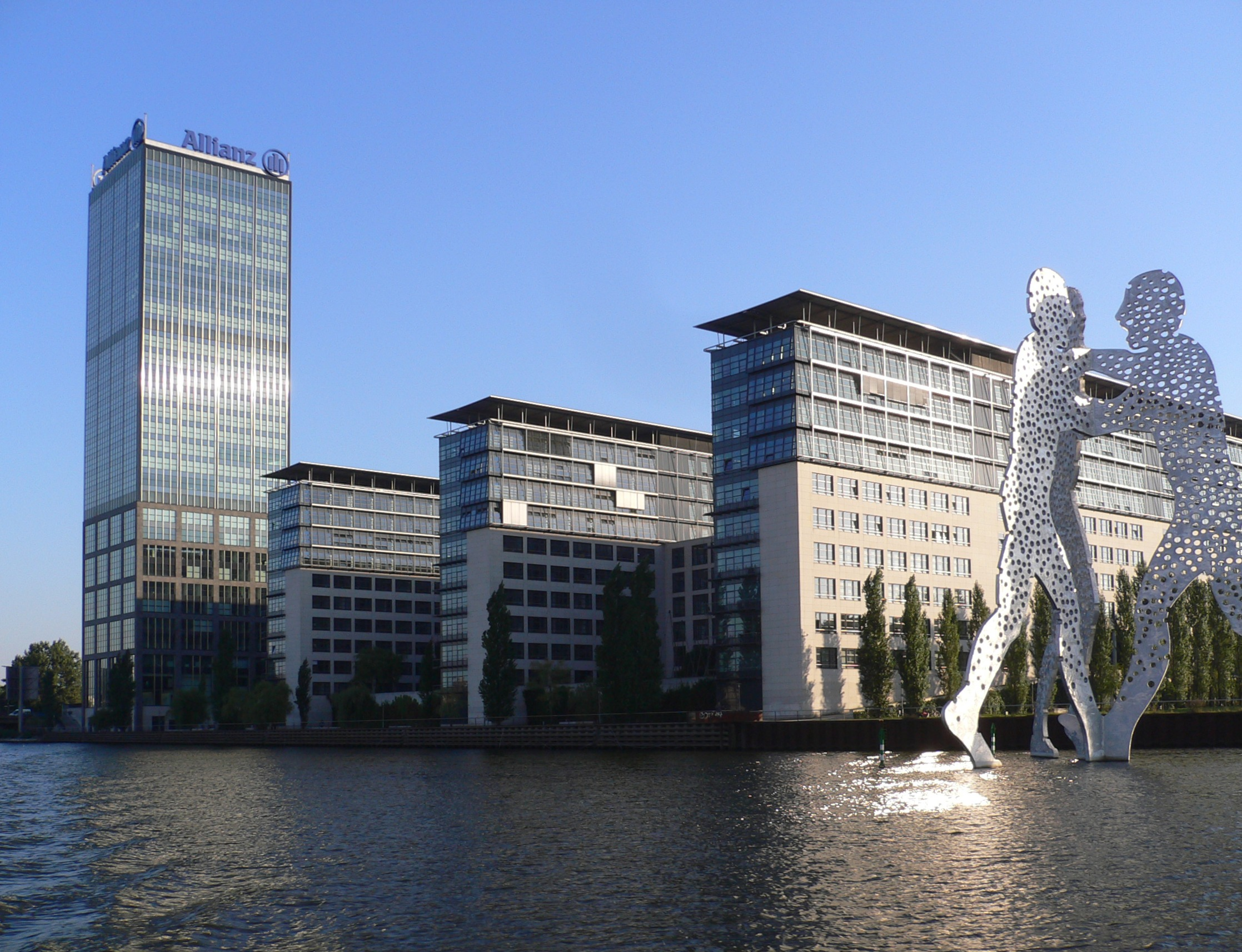
Escultura "molecule man" de Jonathan Borofsky, cerca del complejo Treptowers.